# Negroamaro

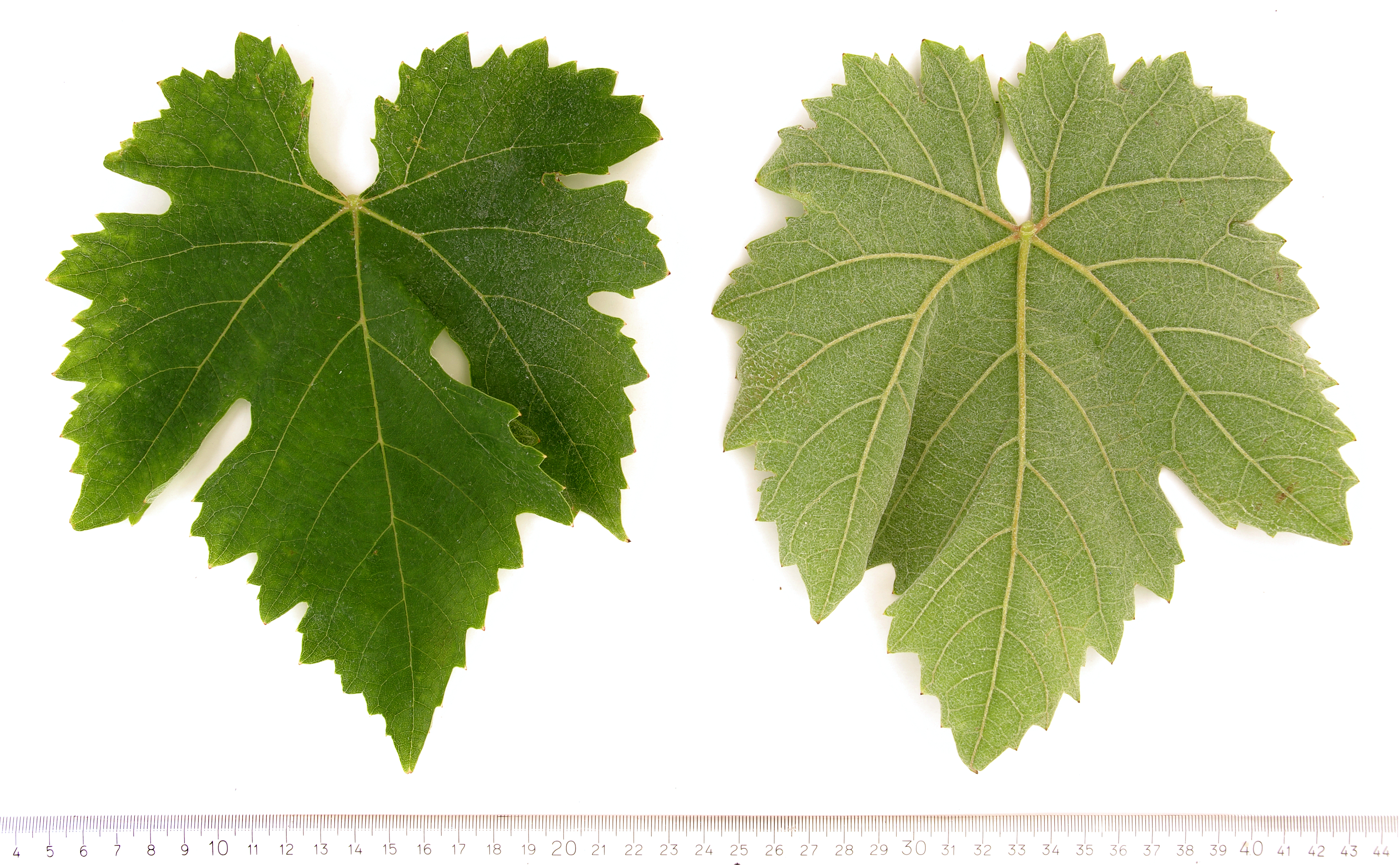
Reifes Blatt von Negroamaro (Ober- und Unterseite)

Negroamaro (auch: Negramaro oder Negro Amaro) ist eine italienische Rebsorte. Sie ist vor allem in der süditalienischen Region Apulien zu finden, wo sie seit Jahrtausenden angebaut wird und sehr gute, kräftige Rotweine ergibt.
Negroamaro enthält reichhaltige Fruchtaromen nach schwarzer Johannisbeere und Kirsche. Bis vor kurzem wurde sie vor allem für Verschnittweine eingesetzt; inzwischen erfolgt zunehmend auch reinsortiger Ausbau. Das bekannteste DOC-Gebiet für Negroamaro ist Salice Salentino, wo die Rebe meist mit etwas Malvasia Nera verschnitten wird.
Aus getrockneten Trauben der Sorten Negroamaro und Malvasia Nera wird außerdem die sirupähnliche Würzspezialität Vincotto gewonnen.
Die italienische Rockband Negramaro hat ihren Namen von dieser Rebsorte abgeleitet.

## Abkömmlinge
Die Rebsorten Malvasia Nera di Lecce und Malvasia Nera di Brindisi sind eine natürliche Kreuzung der Sorten Malvasia Bianca Lunga x Negroamaro.

## Synonyme
Negroamaro ist auch unter folgenden 31 Namen bekannt: Abbruzzese, Abruzzese, Aglianico, Albese, Amaro Nero, Amaronero, Arbese, Arbise, Don Ambrosio, Jonico, Lacrima, Lacrimo, Mangia Verde, Mangiaverde, Mangiaverme, Mentuonico, Morese, Negra della Lorena, Negroamaro, Nero Amaro, Nero Leccese, Nicra Amaro, Nigroamaro, Niuri Maru, Niuru Maru, Purcinara, San Lorenzo, San Marzuno, Uva Cane, Uva Olivella.